# Vigna pygmaea
Vigna pygmaea är en ärtväxtart som beskrevs av Robert Elias Fries. Vigna pygmaea ingår i släktet vignabönor, och familjen ärtväxter. Inga underarter finns listade i Catalogue of Life.